# Municipio de Arrowsmith
El municipio de Arrowsmith (en inglés: Arrowsmith Township) es un municipio ubicado en el condado de McLean en el estado estadounidense de Illinois. En el año 2010 tenía una población de 502 habitantes y una densidad poblacional de 5,37 personas por km².

## Geografía
El municipio de Arrowsmith se encuentra ubicado en las coordenadas 40°26′0″N 88°37′22″O / 40.43333, -88.62278. Según la Oficina del Censo de los Estados Unidos, el municipio tiene una superficie total de 93.53 km², de la cual 93,53 km² corresponden a tierra firme y (0,01 %) 0,01 km² es agua.

## Demografía
Según el censo de 2010, había 502 personas residiendo en el municipio de Arrowsmith. La densidad de población era de 5,37 hab./km². De los 502 habitantes, el municipio de Arrowsmith estaba compuesto por el 93,03 % blancos, el 0,2 % eran afroamericanos, el 0,2 % eran amerindios, el 2,79 % eran asiáticos, el 2,79 % eran de otras razas y el 1 % eran de una mezcla de razas. Del total de la población el 2,99 % eran hispanos o latinos de cualquier raza.